# Dragon Ball – Der Weg zur Macht
Dragon Ball – Der Weg zur Macht (jap. ドラゴンボール 最強への道, Doragon Bōru Saikyō e no Michi) ist der vierte Kinofilm der Anime-Serie Dragon Ball, die auf der gleichnamigen Manga-Reihe von Akira Toriyama basiert.

## Handlung
Son Goku lebte mit seinem Großvater im Wald. Als der Großvater starb, traf Son Goku Bulma auf einem Berg. Gemeinsam machen sie sich auf die Suche nach den Dragon Balls. Sie werden mit der schrecklichen Red Ribbon Army konfrontiert, die ebenfalls auf der Suche nach den Dragonballs sind.

## Produktion und Veröffentlichung
Bei der Produktion von Tōei Dōga führte Shigeyasu Yamauchi Regie. Das Drehbuch schrieb Aya Matsui. Die künstlerische Leitung lag bei Junichi Higashi und für die Designs war Tadanao Tsuji verantwortlich. Für die Kameraführung war Masaru Sakanishi zuständig, die Musik komponierte Akihito Tokunaga. Das Abspannlied ist Dan Dan Kokoro Hikarete ku von Field of View.
Der Film kam am 4. März 1996 in die japanischen Kinos. 1998 folgte die Veröffentlichung auf VHS und Laserdisc in Japan, 2009 auf DVD. Am 30. September 2011 erschien der Anime beim Anime-Label Kazé Deutschland auf DVD zusammen mit drei weiteren Dragon-Ball-Filmen. Die anderen drei Filme haben eine deutsche Synchronisation, nur der bis dahin unveröffentlichte vierte Film war als Originalfassung mit Untertiteln in der Komplett-Box auf DVD enthalten.

## Synchronisation
| Rolle           | Originalstimme    |
| --------------- | ----------------- |
| Son-Goku        | Masako Nozawa     |
| Puar            | Naoko Watanabe    |
| Bulma           | Hiromi Tsuru      |
| Yamchu          | Tōru Furuya       |
| Oolong          | Naoki Tatsuta     |
| Commander Red   | Kenji Utsumi      |
| Muten-Roshi     | Kinya Aikawa      |
| General Blue    | Bin Shimada       |
| Commander Black | Masaharo Sato     |
| General White   | Hirohiko Kakegawa |